# Maison de Thomas
La maison de Thomas, bâtie au XVIe siècle, est située à Saint-Pierre-d'Oléron, en France. L'immeuble a été inscrit au titre des monuments historiques en 1928.

## Historique
L'immeuble est inscrit au titre des monuments historiques par arrêté du 13 février 1928.